# Rakim
William Michael Griffin Jr. (Wyandanch, 28 de enero de 1968), más conocido como Rakim, es un MC estadounidense de la edad de oro del hip hop. Formó parte del legendario dúo de rap Eric B. & Rakim y está considerado como uno de los mejores MC de la historia, al igual que  Tupac, The Notorious B.I.G., Nas, Big Daddy Kane o Eminem.
El estilo de Rakim a la hora de rapear ha influenciado a muchos raperos posteriores tales como The Game, Jay-Z, Nas, Lupe Fiasco, 50 Cent, Eminem, Lloyd Banks o ASAP Rocky. El clásico álbum de Eric B. & Rakim, Paid in Full, fue nombrado el mejor álbum de hip hop de todos los tiempos por MTV en 2006, mientras que el mismísimo Rakim fue posicionado en el #4 lugar en la lista de MTV Greatest MCs of All Time (Más grandes emcees de todos los tiempos). Steve Huey de Allmusic dijo que: "Rakim es universalmente conocido como uno de los más grandes MCs --tal vez el más grande de todos-- de todos los tiempos en la comunidad del hip hop". los editores de About.com lo pocisionaron en el primer lugar en su lista "Top 50 MCs of Our Time (1987–2007)". Rakim empezó su carrera con el grupo de rap Eric B. & Rakim, quienes en 2011 fueron nominados por la inducción en el Salón de la Fama del Rock. En 2012, The Source lo posicionó en el puesto #1 en su lista Top 50 Lyricists of All Time (Mejores 50 liricistas de todos los tiempos).

## Biografía
Rakim es sobrino de la cantante Americana de R&B y actriz Ruth Brown. Rakim creció en Wyandanch, Nueva York, en donde se vio envuelto en la escena de hip hop a los 18 años. Eric B. fue quien llevó a Rakim a la casa de Marley Marl para grabar su canción Eric B. Is President.
Rakim, entonces conocido como Kid Wizard, fue inicialmente introducido a la Nation of Islam en 1986, donde luego se unió a The Nation of Gods and Earths, de donde luego tomó el nombre Rakim Allah.

## Eric B. & Rakim
En 1985 formó una sociedad musical. Eric Barrier y William Griffin hicieron posteriormente uno de los grupos más conocidos e influyentes de la historia del hip hop: Eric B. y Rakim. El grupo estaba influenciado por el jazz de finales de los años 80.
Empezaron su carrera con el famoso productor Marley Marl, con el que tuvieron un gran éxito en su primer álbum, Paid in Full. Durante la grabación del disco, ambos miembros no ocultaron su deseo de crear un álbum en solitario. Sin embargo, Eric B. rechazó firmar el contrato de liberación de la compañía discográfica, temeroso de que Rakim abandonaría. Esto condujo a una larga batalla tribunal entre los dos artistas que terminó en la separación del grupo.
Eric B. tuvo una corta y desafortunada carrera en solitario, al contrario que su compañero.

## En solitario
Después de lanzar cuatro álbumes, Eric B. y Rakim se separan en 1992 debido a disputas legales sobre derechos de autor y contratos. Y a finales de los '90 lanza The 18th Letter, cosechando un gran éxito. Posteriormente, en 1999, salió a la luz The Master que no obtuvo tanto éxito ni tan buenas críticas como su anterior disco.
En el año 2000 firmó para Aftermath, sello discográfico de Dr. Dre.
En 2004 tuvo problemas legales por el lanzamiento de su disco, demandando a la discográfica. Existen rumores de que pudo firmar para el sello de Talib Kweli.
Su último disco, Seventh Seal, salió en 2009.
El cantante de reguetón R.K.M. del dúo R.K.M. & Ken-Y tuvo que cambiar su nombre artístico Rakim por R.K.M. debido a que la elección de este había coincidido con el nombre artístico de William Griffin. Este le denunció, obligando a cambiarse de nombre por los de derechos del nombre utilizado por William Griffin.

## Discografía
Eric B. & Rakim
| 1987 | Paid in Full              |
| 1988 | Follow the Leader         |
| 1990 | Let the Rhythm Hit 'Em    |
| 1992 | Don't Sweat the Technique |

Álbumes en Solitario
| 1997 | The 18th Letter                 |
| 1999 | The Master                      |
| 2008 | The Archive: Live, Lost & Found |
| 2009 | The Seventh Seal                |
| 2024 | God's Network: Reb7rth          |

## Filmografía
- 1994 Gunmen como él mismo.